# Francisco Dantas
Francisco Dantas là một đô thị thuộc bang Rio Grande do Norte, Brasil. Đô thị này có diện tích 181,593 km², dân số năm 2007 là 2839 người, mật độ 15,6 người/km².